# Аавиксоо, Яак Юлович
Яак Юлович Аавиксоо (эст. Jaak Aaviksoo; род. 11 января 1954 года, Тарту, Эстонская ССР) — эстонский физик и политик; ректор Таллинского технического университета, бывший ректор Тартуского университета, один из инициаторов закона «О защите воинских захоронений»; в соответствии с этим законом именно он, как министр обороны, издал распоряжение о сносе монумента Воину-Освободителю, стоявшего в центре Таллина на холме Тынисмяги, и переносе его бронзовой части на военное кладбище в качестве надгробия. Занимал должности министра культуры и образования (1995—1996), министра обороны (2007—2011) и министра образования и науки (2011—2014).

## Биография
В 1971 году окончил тартускую 2 среднюю школу, а в 1976 году физико-химический факультет Тартуского университета по специальности «теоретическая физика».
С 1976 по 1981 года был младшим, старшим и главным научным работником в Институте физики Академии наук Эстонской ССР. В 1981 году защитил диссертацию на соискание степени кандидат физико-математических наук в Тартуском Институте физики.
В 1981—1984 годах был стажёром и работал в Новосибирском институте физики, в Штутгартском Институте исследований твёрдых тел Общества Макса Планка (1987, 1989), в Университете Осаки (1991), Парижском VII университете (1991, 1994, 2001).
С 1992 года был профессором Тартуского университета по специальности оптика и спектроскопия. В 1994 году стал академиком Эстонской академии наук. С июля 1992 по ноябрь 1995 года был первым проректором Тартуского университета.
С сентября до ноября 1995 года был помощником руководителя Института экспериментальной физики и технологии при Тартуском университете, с сентября 1997 по май 1998 руководителем этого института.
С ноября 1995 по январь 1996 был министром культуры и образования Эстонской Республики в правительстве Тийта Вяхи и с января по ноябрь 1996 был министром образования в новом правительстве Тийта Вяхи.
С июня 1998 года занял пост ректора Тартуского университета, от которого отказался в 2006 году, чтобы возобновить политическую карьеру, став членом Союза Отечества и Res Publica. В 2007 году Яак Аавиксоо баллотировался первым номером в списке партии в Рийгикогу. Кандидатом на пост премьер-министра был Март Лаар.
В 2006—2015 годах был членом правой партии Союз Отечества и Res Publica.
Был избран в XI, XII и XIII созывы Рийгикогу.
При втором сроке Андруса Ансипа стал министром обороны. После парламентских выборов 6 марта 2011 года был назначен министром образования Эстонии в третьем правительстве Ансипа. После отставки премьер-министра в марте 2014 года стал депутатом Рийгикогу.
В 2015 году занял должность ректора Таллинского технического университета. Это вызвало негативную реакцию среди части студентов и сотрудников университета, а группа из четырёх сотрудников подала иск в Харьюский уездный суд с требованием признать недействительным решение куратория об избрании Аавиксоо на должность ректора. 30 июля 2015 года обновлённый состав куратория подтвердил решение о назначении Аавиксоо ректором ТТУ.
Владеет английским, русским, немецким и французским языками.

## Публикации
Имеет более ста научных публикаций, важнейшие среди них:
- J. Aaviksoo, C. Gourdon, R. Grousson, P. Lavallard, «Photoluminescence quantum yield in GaAs/AlAs superlattices», Solid State Electronics (vol. 40, no 1-8, p. 687, 1996);
- J. Aaviksoo, C. Gourdon, P. Lavallard, «Power nonlinearities in the luminescence spectrum of GaAs/AlAs superlattices», Solid State Communications (vol. 99, no 6, p. 387, 1996);
- S. O. Kognovitskii, V. V. Travnikov, J. Aaviksoo, I. Reimand, «Light Scattering by electrons in the absorption region of GaAs» — Phys. Solid State (vol. 39, no. 6, p. 907, 1997);
- I. Reimand, J. Aaviksoo, «Exciton interaction with hot electrons in GaAs», Technical digest of X International Conference on Ultrafast Phenomena in Spectroscopy, (Tartu, 1997, p. 82);
- J. Aaviksoo, «Estonian physicist: Active and productive», Science (vol. 275, no 5299, p. 463);
- J. Aaviksoo. Priorities for Higher Education in Central and Eastern European Countries. — Higher Education Management (vol. 9, no. 2, p. 19, 1997).
- I. Reimand, J. Aaviksoo, «Exciton interaction with hot electrons in GaAs», Phys. Rev. B 61, 2000, no 24, p 16653-16658

## Награды
- Орден Белой Звезды, II класс (2006)
- Орден Государственного герба, IV класс (2000)
- Большой Крест ордена Заслуг Федеративной Республики Германии (2000)
- Командор Ордена Франции «За Заслуги» (2001)[7]
- Орден Белой Розы Финляндии (2001)
- Орден Трёх звёзд II степени (2009, Латвия)[8]
- Медаль города Тарту (2002)